# Fedayi San
Fedayi San (Brugg, 11 novembre 1982) è un arbitro di calcio svizzero.

## Carriera
Arbitro dal 2000, la sua carriera nel calcio professionistico svizzero inizia il 12 agosto 2006, quando dirige l'incontro di 1ª Lega Olten-Muttenz. Circa cinque anni dopo, il 13 marzo 2011, esordisce in Challenge League con la direzione di Delémont-Winterthur. Il 4 dicembre 2011, invece, ottiene l'esordio nella massima serie svizzera, la Super League, dirigendo l'incontro vinto dal Grasshoppers per 1-0 contro il Thun. Il 19 maggio 2019 dirige la finale di Coppa Svizzera 2018-2019 tra Basilea e Thun, terminata 2-1.
Nella stagione 2013-2014 è chiamato a dirigere due incontri all'estero: il 17 agosto 2013 il match di Bundesliga austriaca Wacker Innsbruck-Ried, mentre il 1º maggio dell'anno seguente la finale della Liechtensteiner-Cup 2013-2014 Vaduz-Eschen Mauren, terminata 6-0. 
Dal 2015 è arbitro della FIFA e della UEFA, con cui esordisce dirigendo alcune partite di qualificazione al Campionato europeo di calcio Under-17 e al Campionato europeo di calcio Under-21. Il 1º giugno 2018 dirige per la prima volta un incontro tra nazionali maggiori, ovvero Tunisia-Turchia terminata 2-2. Dal 2020 svolge anche il ruolo di VAR a livello internazionale, venendo designato in particolare l'11 e il 12 novembre 2021 per due incontri delle qualificazioni al campionato mondiale di calcio 2022 e l'11 maggio 2023 per la semifinale di Europa League 2022-2023. Invece, l'11 giugno 2023 viene designato come VAR per la finale del Campionato mondiale di calcio Under-20 2023 Uruguay U-20-Italia U-20 e dal 10 novembre al 2 dicembre 2023 è impegnato nel Campionato mondiale di calcio Under-17 2023.
Il 23 aprile 2024 la UEFA lo ha convocato per il campionato d'Europa 2024 in Germania, insieme all'arbitro Sandro Schärer e agli assistenti Stéphane de Almeida e Bekim Zogaj.
Il 26 luglio 2024 la UEFA lo ha designato nel ruolo di assistente VAR per la Supercoppa UEFA 2024, diretta dal connazionale Schärer.
Il 31 marzo 2025 la UEFA lo ha convocato per il campionato femminile d'Europa 2025 in Svizzera, nel ruolo di VAR, insieme all'arbitro Désirée Grundbacher e agli assistenti Susanne Küng e Linda Schmid.

## Attività cinematografica
Nel 2020 è uscito il documentario "The Game", prodotto dal regista svizzero Roman Hodel. Il cortometraggio tratta l'incontro Young Boys-Lugano, disputatosi a Berna il 10 settembre 2017, ma dal punto di vista dell'arbitro San. Lo scopo del cortometraggio è quello di mostrare come un arbitro vive una partita di calcio, soffermandosi sul dialogo con il VAR e sull'impatto che i cori delle tifoserie hanno sull'arbitro.
Il documentario, che ha riscosso notevole successo in Svizzera, è stato presentato in anteprima mondiale alla 77ª Mostra internazionale d'arte cinematografica di Venezia, e ha ottenuto diversi riconoscimenti in vari festival cinematografici, come il Premio per il miglior cortometraggio documentario al Festival internazionale del cinema di Hamptons del 2020.
L'uscita nelle sale cinematografiche svizzere è avvenuta il 6 maggio 2021.